# 日院 (大石寺)
日院（にちいん、永正15年（1518年） - 天正17年7月6日（1589年8月16日））は、日蓮正宗総本山大石寺第13世法主。

## 略歴
- 永正15年（1518年）、土佐に誕生。
- 大永7年（1527年）、12世日鎮の死去を受け、13世日院（9歳）として登座す。
- 永禄元年（1558年）11月9日、京要法寺日辰、寂円入道を使し大石寺日院に書を送り富士各山の通用をはかる。11月15日、日院は、これを拒否した。
- 永禄10年（1567年）10月13日、幸島の妙行坊に命じて日主（13歳）を付弟となし下野平井信行寺に置く。
- 天正17年（1589年）7月6日、72歳で死去した。

| 先代 日鎮 | 大石寺住職一覧 | 次代 日主 |